# 沃特瓦爾 (密歇根州)
沃特瓦爾（英語：Watervale）是位於美國密歇根州本西縣的一個鬼鎮。

## 地理
沃特瓦爾所處的海拔為高於海平面183米（即600英呎），而該地所採用的時區為UTC-5，即北美东部時區（EST）。同時該地設有夏令時間，為UTC-5調快一小時，即UTC-4（EDT）。